# Zlatý muž
Zlatý muž (1980, The Golden Man) je sbírka patnácti sci-fi povídek amerického spisovatele Philipa K. Dicka z let 1953–1974.

## Obsah sbírky
Sbírka se námětově pohybuje od klasické sci-fi přes antiutopie a postkatastrofickou vizi až k povídce, která by se dala zařadit do žánru fantasy. Obsahuje následující povídky:
- Zlatý muž (1954, The Golden Man). Povídka vypráví o mutantovi, který má zlatavou srst a dokáže předvídat nejbližší budoucnost. Je na útěku, protože tito mutanti jsou určeni k likvidaci.
- Odvetné utkání (1967, Return Match), česky také jako Protihráč.
- Král elfů (1953, The King of the Elves), fantasy.
- Styl Yancy (1955, The Mold of Yancy), česky také jako Po vzoru Yancyho.
- Ne v této vazbě (1968, Not By Its Cover). Humorný příběh o jednom nakladatelství, které se rozhodlo vázat své knihy do velmi vzácné kůže marťanského wuba. Ta však žije i po jeho smrti.
- Černá krabička (1964, The Little Black Box), tato povídka o krabičce empatie posloužila autorovi jako základ pro jeho román Sní androidi o elektronických ovečkách?
- Nepolepšitelný S (1957, The Unreconstructed M), česky také jako Nenapravitelný R.
- Válka s Fnooly (1969, The War With the Fnools), humorná sci-fi.
- Poslední z pánů (1954, The Last of the Masters), česky také jako Poslední pán.
- Všetečka (1954, Meddler), česky též jako Vetřelec.
- Jasná výhra (1964, A Game of Unchance).
- Prodavač nejvyšší kvality (1954, Sales Pitch), česky také jako Obchodní strategie.
- Vzácný artefakt (1964, Precious Artifact).
- Městečko (1954, Small Town).
- Před-lidé (1974, The Pre-Persons). V této povídce vyjadřuje autor svůj názor na potraty. Vražda je podle něho vždy vraždou, bez ohledu na věk zavražděného.

## Filmové adaptace
- Next (2007), americký film podle povídky Zlatý muž, režie Lee Tamahori, v hlavní roli Nicolas Cage.

## Česká vydání
- Zlatý muž, Laser, Plzeň 1995, přeložila Jaroslava Kohoutová.